# Physopleurella mundula
Physopleurella mundula är en insektsart som först beskrevs av White 1877.  Physopleurella mundula ingår i släktet Physopleurella och familjen näbbskinnbaggar. Inga underarter finns listade i Catalogue of Life.